# Cunonia bernieri
Cunonia bernieri är en tvåhjärtbladig växtart som beskrevs av André Guillaumin. Cunonia bernieri ingår i släktet Cunonia och familjen Cunoniaceae. Inga underarter finns listade i Catalogue of Life.